# Хосе Уфарте
Хосе Уфарте (ісп. José Ufarte, нар. 17 травня 1941, Понтеведра) — іспанський галісійський футболіст, що грав на позиції півзахисника. По завершенні ігрової кар'єри — тренер.
Виступав, зокрема, за клуб «Атлетіко», з яким став триразовим чемпіоном Іспанії та дворазовим володарем Кубка Іспанії, а також національну збірну Іспанії, у складі якої був учасником чемпіонату світу 1966 року.

## Клубна кар'єра
Хосе Армандо Уфарте почав грати у футбол у молодіжній команді рідного міста, а у віці 13 років він разом з родиною переїхав до Бразилії, де продовжив займатися футболом вже в школі «Фламенго». До основного складу клубу з Ріо-де-Жанейро Уфарте став залучатися в 1958 році, а в 1961 став регулярно грати за «Фла» в головних на той момент внутрішніх турнірах. У тому ж році він виграв свій перший трофей — турнір Ріо-Сан-Паулу, після чого перейшов в «Корінтіанс». У команді з Сан-Паулу іспанець провів рік, а потім повернувся в Ріо.
1963 рік став найуспішнішим у бразильському етапі кар'єри Уфарте — він провів за «червоно-чорних» 54 матчі за сезон і відзначився дев'ятьма забитими голами. Цього року він став переможцем Ліги Каріоки. У 1964 році «Фламенго» виграв міжнародний турнір в Валенсії, «апельсиновий кубок». Уфарте привернув до себе увагу мадридського «Атлетіко», який запропонував контракт нападнику. Таким чином у 23-річному віці «іспанець» дебютував у чемпіонаті рідної країни — 13 вересня 1964 року в Мадриді проти «Реала Бетіс».
Уфарте виступав за «Атлетіко» протягом десятиліття, практично завжди будучи твердим гравцем основи. Разом з «матрацниками» він тричі ставав чемпіоном Іспанії, двічі завойовував Кубок країни (на той момент він називався «Кубок генералісимуса»), а в 1974 році вийшов зі своєю командою в фінал Кубка європейських чемпіонів, де «Атлетіко» лише в переграванні поступився мюнхенській «Баварії».
Всього за «Атлетіко» Хосе Армандо Уфарте зіграв у 323 офіційних матчах і забив 36 голів. Після товариського матчу з «Палмейрасом», зіграного 4 вересня 1974 року. Завершив ігрову кар'єру у команді «Расінг», за яку виступав протягом 1974—1976 років..

## Виступи за збірну
5 травня 1965 року дебютував в офіційних іграх у складі національної збірної Іспанії в матчі відбору на чемпіонат світу 1966 року проти Ірландії (0:1). Загалом ві рамках відбору Хосе зіграв у трьох матчах і забив один гол, допомігши команді кваліфікуватись до фінальної стадії. На самому чемпіонаті світу 1966 року в Англії Уфарте зіграв в одному матчі проти Аргентини (1:2), а іспанці не подолали груповий етап.
Загалом протягом кар'єри у національній команді, яка тривала 8 років, провів у її формі 16 матчів, забивши 2 голи.

## Кар'єра тренера
Уфарте довгий час працював тренером молодіжних складів «Атлетіко», у 1985—1986 роках працював з резервною командою, а в 1988 році у трьох матчах очолював основний клуб. Згодом протягом 1988—1990 років очолював тренерський штаб клубу «Расінг», після чого тренував «Мериду».
З 1997 по 2004 рік тренував різні юнацькі збірні Іспанії — його підопічними, зокрема, були майбутні чемпіони світу Ікер Касільяс, Андрес Іньєста і Хаві. У 2003 році очолювана Уфарте збірна Іспанії U20 стала віце-чемпіоном світу, а наступного року зі збірною до 19 років він виграв юнацький чемпіонат Європи 2004 року.
З 2004 по 2008 рік Уфарте працював у тренерському штабі Луїса Арагонеса (вони разом грали в «Атлетіко» всі 10 років — з 1964 по 1974 роки) в основній збірній Іспанії, що стала в 2008 році чемпіоном Європи.

## Титули і досягнення
Гравець
- Чемпіон Іспанії (3):

«Атлетіко»: 1965–66, 1969–70, 1972–73
- Володар Кубка Іспанії (2):

«Атлетіко»: 1964–65, 1971–72
- Переможець Ліги Каріока (1):

«Фламенго»: 1963
Тренер
- Чемпіон Європи (U-19): 2004